# Contea di Kings (California)
La contea di Kings, in inglese Kings County, è una contea dello Stato della California, negli Stati Uniti. La popolazione al censimento del 2000 era di 129 461 abitanti. Il capoluogo di contea è Hanford.

## Geografia fisica
La contea si trova nella Central Valley a sud-est della contea di Fresno, in una regione caratterizzata da fiorenti attività agricole. L'U.S. Census Bureau certifica che l'estensione della contea è di 3604 km², di cui 3603 km² composti da terra e i rimanenti 1 km² composti di acqua. Nel sud-ovest c'è una zona più montuosa, dove si trova la catena Diablo. Gran parte del lago Tulare si trovava nella contea, ma è stato prosciugato per permettere più terreno agricolo.

### Contee confinanti
- Contea di Fresno - nord/nord-ovest
- Contea di Tulare - est
- Contea di Kern - sud
- Contea di San Luis Obispo - sud-ovest
- Contea di Monterey - ovest

## Storia
La contea di Kings fu costituita nel 1893 da parte del territorio della contea di Tulare. Fu chiamata così per l'omonimo fiume.

## Infrastrutture e trasporti

### Principali strade ed autostrade
- Interstate 5
- California State Route 33
- California State Route 41
- California State Route 43
- California State Route 198

## Comuni
Nella contea si trovano le seguenti cities:
- Avenal
- Corcoran
- Hanford (capoluogo)
- Lemoore

E i seguenti census-designated places:
- Armona
- Grangeville
- Hardwick
- Home Garden
- Kettleman City

- Lemoore Station
- Stratford

Nella contea di Kings è presente la città fantasma di Banner.